# Lud Tiele

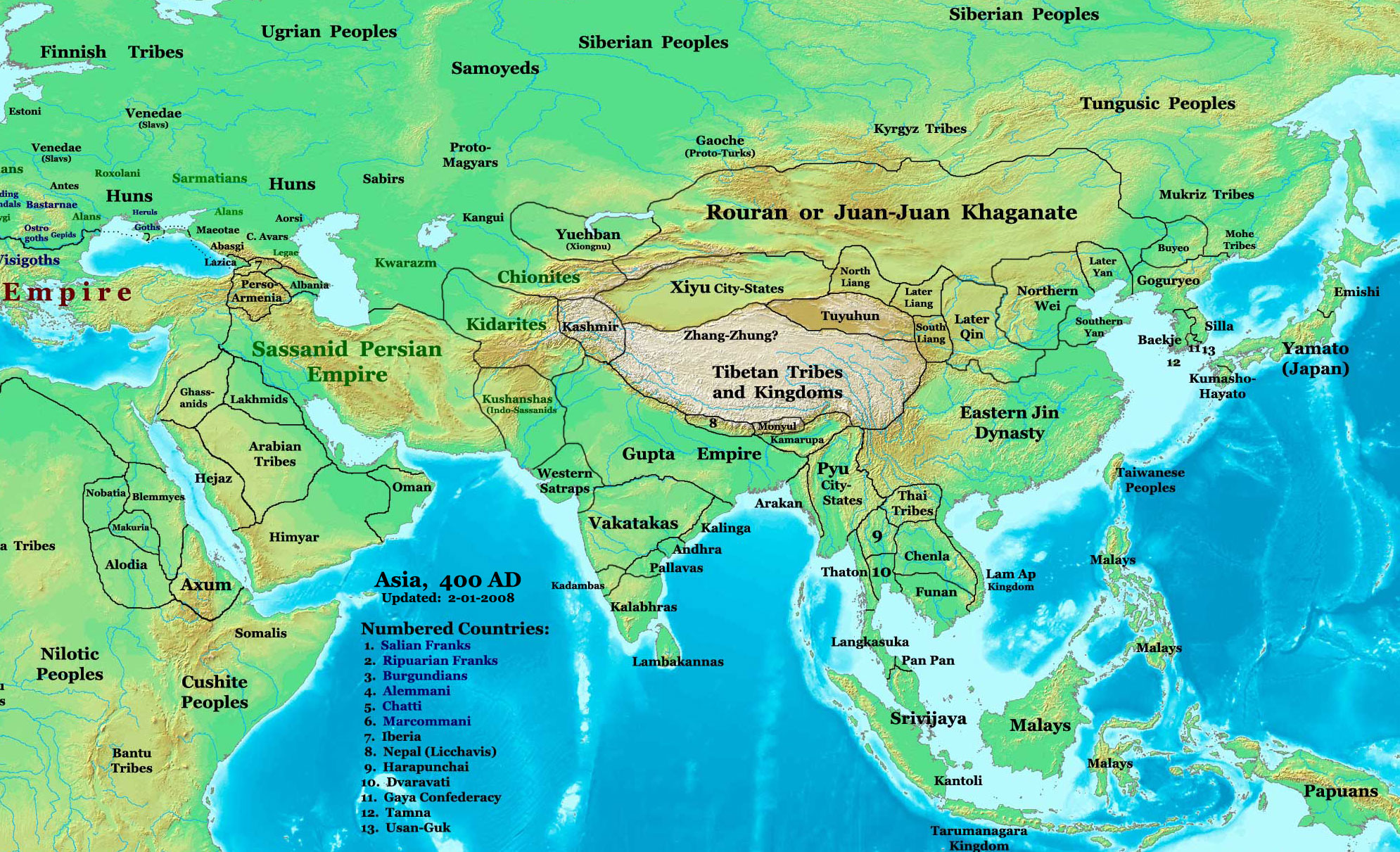
Na mapie w pisowni Gaoche na północny-zachód od Kaganatu Rouranów

Tiele (chin. 鐵勒 lub 敕勒, pinyin Tiělè, mong. Tegreg), Gaoche, Gaoju (chin. 高車) – historyczna konfederacja plemienna pochodzenia tureckiego powstała po rozpadzie konfederacji Xiongnu.